# Thảm sát Shah Cheragh
Thảm sát Shah Cheragh hay Cuộc tấn công Shah Cheragh (tiếng Ba Tư: حمله به حرم شاه‌چراغ, n.đ. 'Vụ tấn công tại đền thờ Shah Cheragh') là một sự kiễn diển ra vào ngày 26 tháng 10 năm 2022, khi nhiều người đã thiệt mạng trong một vụ xả súng hàng loạt tại nhà thờ Hồi giáo Shah Cheragh, một địa điểm hành hương của Hồi giáo Shia ở Shiraz, nam Iran.
IS đã nhận trách nhiệm về vụ tấn công. Các nhà chức trách Iran đã lên án vụ tấn công đẫm máu và thề sẽ trả đũa. Họ cũng đổ lỗi cho những người biểu tình vì cái chết của Mahsa Amini đã "mở đường" cho những cuộc tấn công như vây xảy ra

## Bối cảnh
Iran đã từng phải hứng chịu các cuộc tấn công khủng bố của các phần tử Hồi giáo dòng Sunni và phe ly khai trong quá khứ. Tháng 4 năm 2022, hai giáo sĩ Shia bị đâm chết ở Mashhad; thủ phạm được cho là một người Uzbek cực đoan theo dòng Sunni. Năm 2017, IS đã đánh bom lăng mộ của Ruhollah Khomeini. Năm 2008, một vụ đánh bom khác tại một đền thờ ở Shiraz đã giết chết 14 người.

## Vụ tấn công
Vào ngày 26 tháng 10 năm 2022, 13 hoặc 15 người đã bị giết trong một vụ xả súng tại đền thờ Hồi giáo Shah Cheragh ở Shiraz, tỉnh Fars, Iran. Hãng thông tấn bán chính thức của Iran, Tasnim News Agency  tuyên bố rằng trẻ em nằm trong số những người tử vong.
Ba nghi phạm được truyền thông nhà nước Iran mô tả là phần tử khủng bố Takfiri. Hai kẻ tấn công đã bị bắt giữ trong khi nghi phạm còn lại đã trốn thoát. Cùng ngày, IS đã lên tiếng nhận trách nhiệm về vụ tấn công.  Các nhà chức trách Iran tuyên bố rằng những kẻ tấn công không phải là công dân Iran.
Các báo cáo từ Bộ Tư pháp địa phương gây mâu thuẫn khi nêu rằng chỉ một tên khủng bố có liên quan.

## Thương vong

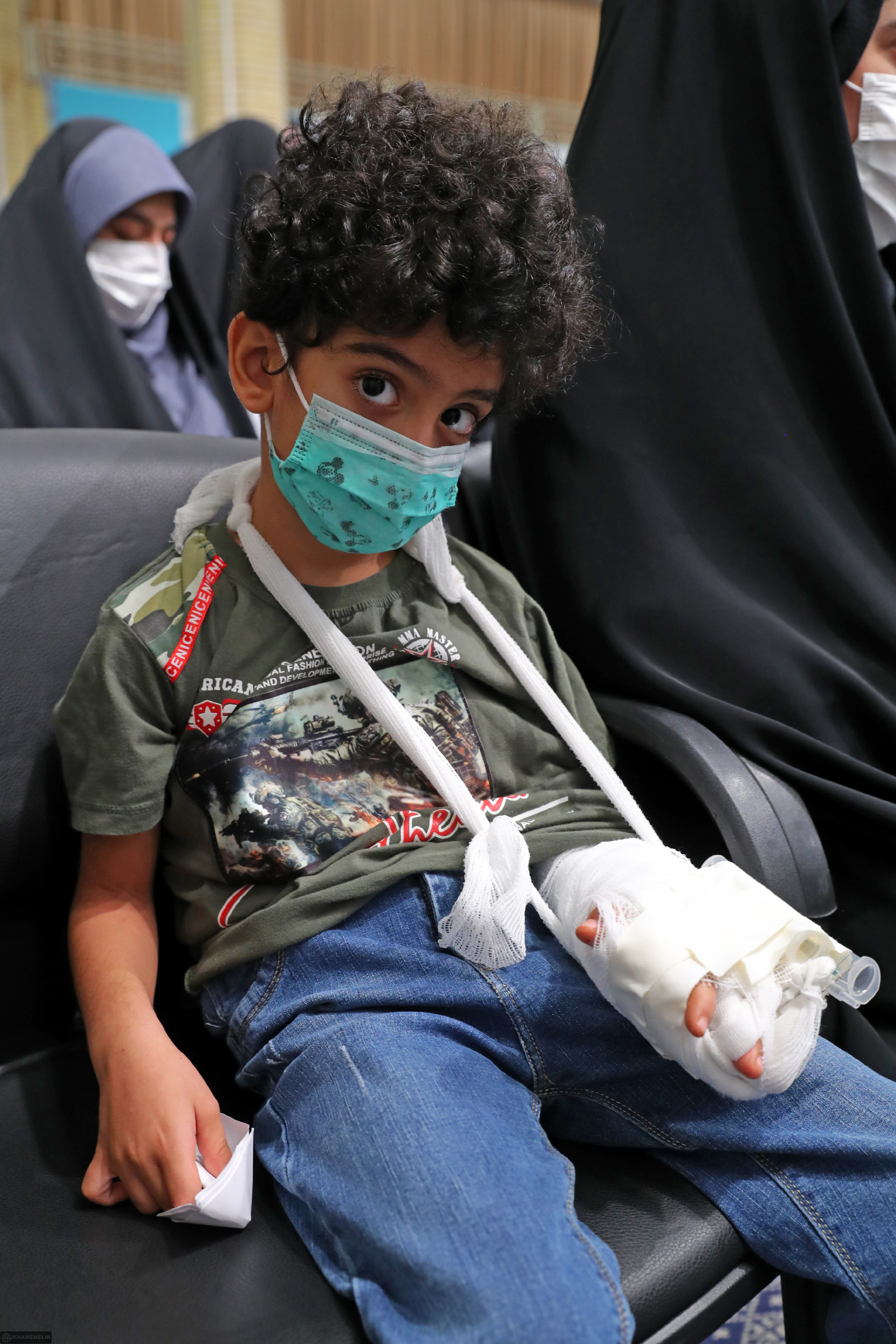
Cậu bé Artin Saraidaran đã mất cả cha mẹ và anh trai của mình trong vụ xả súng hàng loạt.

Một số nguồn báo cáo rằng mười ba hoặc mười lăm người bị giết do vụ xả súng, bao gồm cả trẻ em.

## Thủ phạm
IS đã nhận trách nhiệm về vụ tấn công thông qua cơ quan tuyên truyền Amaq. Theo VOA tiếng Ba Tư, một số người biểu tình Iran đã suy đoán rằng vụ tấn công khủng bố này là một âm mưu của chính phủ Iran nhằm chuyển hướng dư luận khỏi các cuộc biểu tình trên toàn quốc tại Iran.
Phó giáo sư Fouad Izadi, thành viên Khoa Nghiên cứu Thế giới của Đại học Tehran, cho biết cuộc tấn công là "thương hiệu của IS" vì nhóm này được biết đến rộng rãi với việc tấn công các nhà thờ Hồi giáo và đền thờ trong quá khứ. Mặt khác, Viện Nghiên cứu Chiến tranh (ISW) lập luận rằng cuộc tấn công không giống với mô hình khủng bố điển hình của IS khi những kẻ tấn công không mặc áo khoác nổ và bị bắt sống. Thêm vào đó, những tuyên bố của IS không bao gồm các chi tiết chưa được công bố trên các phương tiện truyền thông. Dựa vào đây, ISW coi việc nhận trách nhiệm của IS là một nỗ lực để gây căng thẳng giáo phái ở Iran.
Vụ tấn công bị một số người Iran nghi ngờ, mô tả đây là cờ giả để biện minh cho việc tấn công những người biểu tình Iran và ngăn chặn một cuộc tụ tập trong Ngày Đại lễ của Cyrus tại lăng mộ của ông.

## Phản ứng

### Trong nước
Lãnh tụ tối cao Iran Ali Khamenei kêu gọi người Iran đoàn kết và thề sẽ trừng phạt thủ phạm vụ tấn công. Bộ trưởng Nội vụ Ahmad Vahidi đổ lỗi cho các cuộc biểu tình Mahsa Amini đã mở đường cho cuộc tấn công vào đền nhưng điều này chưa được xác nhận đầy đủ. Các quan chức ở tỉnh Fars, nơi xảy ra vụ tấn công, đã tuyên bố để tang 3 ngày. Tổng thống Iran, Ebrahim Raisi nói "Kinh nghiệm cho thấy kẻ thù của Iran, sau khi không tạo được sự chia rẽ trong hàng ngũ thống nhất của quốc gia, sẽ trả thù bằng bạo lực và khủng bố".

### Quốc tế
Tổng thư ký Liên hợp quốc lên án mạnh mẽ vụ tấn công khủng bố vào Đền thánh Shah Cheragh ở Shiraz, Iran. Thông điệp nói rằng việc đặt mục tiêu khủng bố vào các địa điểm tôn giáo là tội ác. Tổng thư ký nhấn mạnh "phải đưa ra công lý những thủ phạm chống lại quyền thực hành tôn giáo của người dân". Đồng thời, Tổng Thư ký gửi lời chia buồn tới tang quyến, nhân dân Iran và chính phủ Iran. Ông cũng chúc những người bị thương mau chóng hồi phục sức khỏe.
Oman gửi lời chia buồn tới chính phủ và nhân dân Iran. Pakistan lên án vụ tấn công và thể hiện tinh thần đoàn kết với người dân Iran. Lebanon kêu gọi trừng phạt những người có trách nhiệm trong vụ thảm sát kể cả khi những người chịu trách nhiệm là công dân của họ. Ấn Độ lên án mạnh mẽ vụ tấn công và gửi lời chia buồn sâu sắc tới Iran và kêu gọi thế giới "đoàn kết và chống lại chủ nghĩa khủng bố dưới mọi hình thức và biểu hiện của nó."